# Liste der Monuments historiques in Autigny-la-Tour
Die Liste der Monuments historiques in Autigny-la-Tour führt die Monuments historiques in der französischen Gemeinde Autigny-la-Tour auf.

## Liste der Immobilien
| Bezeichnung               | Beschreibung                                      | Standort                  | Kennzeichnung | Schutzstatus   | Datum | Bild           |
| ------------------------- | ------------------------------------------------- | ------------------------- | ------------- | -------------- | ----- | -------------- |
| Croix Vernaie             | Wegekreuz, bezeichnet 1584                        | südlich des Ortes (Lage)  | PA00107083    | Classé         | 1909  |                |
| Wegekreuz                 | 16. Jahrhundert                                   | nördlich des Ortes (Lage) | PA00107084    | Classé         | 1909  |                |
| Château d’Autigny-la-Tour | Schlossanlage, ab 1600, einschließlich der Gärten | Rue du Château (Lage)     | PA00107327    | Classé Inscrit | 1991  | weitere Bilder |

## Liste der Objekte
| Bezeichnung              | Beschreibung                        | Standort                     | Kennzeichnung | Schutzstatus | Datum | Bild |
| ------------------------ | ----------------------------------- | ---------------------------- | ------------- | ------------ | ----- | ---- |
| Skulptur Heiliger Martin | Kalkstein, 17. oder 18. Jahrhundert | in der Kirche St-Pien (Lage) | PM88001224    | Inscrit      | 2002  |      |